# Francisco Fourcade
Francisco Javier Fourcade Romo (Guaymas, Sonora, 25 de enero de 1994 - Guaymas, 4 de febrero de 2019) fue un cantante y compositor de corridos y los conocidos como narco-corridos mexicanos.
Fue asesinado el 4 de febrero de 2019 en Guaymas, Sonora después de a haber sido secuestrado momentos antes. Fueron agredidos por un comando armado sobre el bulevar Luis Encinas y calle Oscar Ruiz Almeida, dejando sin vida a su amigo Diego Valencia Vargas, otro hombre de nombre Saúl Gastelum fue herido y que hasta el día de hoy sigue desaparecido. Fourcade fue privado de su libertad.antes. Fue encontrado sin vida en un canal ubicado frente a la Universidad Vizcaya de Guaymas.

## Discografía
- "Recopilación en vivo (En Vivo)" (2017)
- "Mini Disco" (2018)
- "Altas y Bajas" (2018)